# Cephalosilurus nigricaudus
Cephalosilurus nigricaudus és una espècie de peix de la família dels pseudopimelòdids i de l'ordre dels siluriformes.

## Morfologia
- Els mascles poden assolir 35 cm de longitud total.[5][6]

## Hàbitat
És un peix d'aigua dolça i de clima tropical (20 °C-25 °C) que comparteix el seu hàbitat amb Bryconops caudomaculatus, Characidium blennoides, Pimelodella cristata, Leporinus friderici i Astyanax meunieri.

## Distribució geogràfica
Es troba a Sud-amèrica: conca del riu Sipaliwini a Surinam.